# Casa del Banquet
La Casa del Banquet o Banqueting House és l'únic edifici que subsisteix l'antic Palau de Whitehall, que va resultar assolat per un incendi el 1698. Es troba al final del carrer Whitehall prop de Trafalgar Square, a Londres. És un edifici amb protecció de Grau I.

## Història

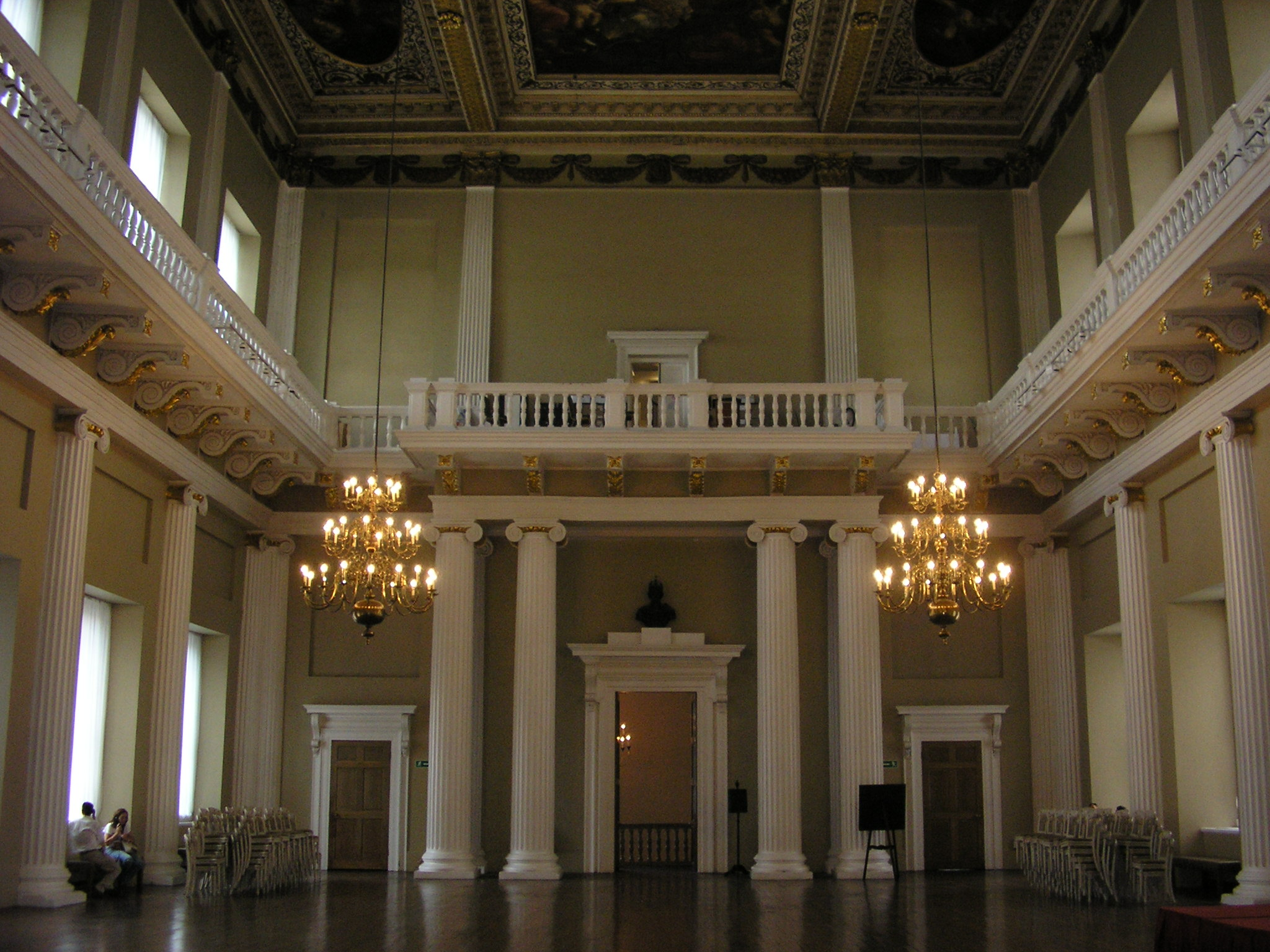
Interior de la Banqueting House.

És l'edifici de tipus «banqueting house» (palau de banquets i festes) més gran i familiar dels que han sobreviscut. Antigament va formar part del Palau de Whitehall, i va ser dissenyada per Inigo Jones el 1619 i completada el 1622 amb ajuda de John Webb. El 1649 el rei Carles I d'Anglaterra, va ser executat en un cadafal davant de l'edifici. A l'interior de l'edifici hi ha una sola sala de dos pisos decorada amb pintures de Peter Paul Rubens. Van ser encarregades per Carles I d'Anglaterra el 1635 i es van realitzar a mida per ser encaixades al sostre, imitant la pintura mural al fresc.
La Casa del Banquet introdueix un refinat estil renaixentista italià que va ser en paral·lel al jacobí anglès, quan els motius del renaixement encara es filtraven a través dels gravats dels manieristes flamencs. La teulada és gairebé plana, i a la vora hi ha una balustrada. A la façana que dona al carrer, els elements dels dos ordres de columnes, corintias sobre jòniques, damunt d'uns base rústica, estan tancades en un harmoniós conjunt.
La Casa del Banquet, va ser probablement planejada com a part d'un nou gran Palau de Whitehall, obra que va resultar inconclusa per les tensions polítiques que van portar a la Guerra Civil Anglesa. El 1685 la Casa del Banquet es va convertir al primer edifici a Anglaterra a utilitzar crown glass a les finestres. Posteriorment, la posició aïllada de la Casa del Banquet, la va preservar del foc que va destruir l'antic Palau de Whitehall.
El soterrani va ser originalment concebut com un sala per beure per Jaume I d'Anglaterra i un lloc on ell podia escapar dels rigors de la vida pública. El rei venia aquí a gaudir d'una copa de vi de la seva extensa bodega, o simplement a gaudir del seu temps amb algun dels seus cortesans favorits.